# Peyzieux-sur-Saône
Peyzieux-sur-Saône és un municipi francès situat al departament de l'Ain i a la regió d'Alvèrnia-Roine-Alps. L'any 2007 tenia 353 habitants.

## Demografia

### Població
El 2007 la població de fet de Peyzieux-sur-Saône era de 353 persones. Hi havia 121 famílies de les quals 16 eren unipersonals (12 homes vivint sols i 4 dones vivint soles), 28 parelles sense fills, 61 parelles amb fills i 16 famílies monoparentals amb fills.
La població ha evolucionat segons el següent gràfic:
Habitants censats

### Habitatges
El 2007 hi havia 128 habitatges, 121 eren l'habitatge principal de la família, 4 eren segones residències i 2 estaven desocupats. 126 eren cases i 1 era un apartament. Dels 121 habitatges principals, 86 estaven ocupats pels seus propietaris, 31 estaven llogats i ocupats pels llogaters i 4 estaven cedits a títol gratuït; 1 tenia una cambra, 4 en tenien dues, 18 en tenien tres, 26 en tenien quatre i 72 en tenien cinc o més. 89 habitatges disposaven pel capbaix d'una plaça de pàrquing. A 43 habitatges hi havia un automòbil i a 73 n'hi havia dos o més.

### Piràmide de població
La piràmide de població per edats i sexe el 2009 era:
| Homes | Edats   | Dones |
| ----- | ------- | ----- |
| 0     | 95 o +  | 0     |
| 0     | 90 a 94 | 0     |
| 0     | 85 a 89 | 4     |
| 0     | 80 a 84 | 4     |
| 8     | 75 a 79 | 4     |
| 4     | 70 a 74 | 0     |
| 8     | 65 a 69 | 8     |
| 8     | 60 a 64 | 8     |
| 4     | 55 a 59 | 20    |
| 32    | 50 a 54 | 16    |
| 8     | 45 a 49 | 12    |
| 24    | 40 a 44 | 12    |
| 0     | 35 a 39 | 20    |
| 12    | 30 a 34 | 8     |
| 8     | 25 a 29 | 8     |
| 20    | 20 a 24 | 4     |
| 12    | 15 a 19 | 4     |
| 12    | 10 a 14 | 20    |
| 24    | 5 a 9   | 12    |
| 12    | 0 a 4   | 0     |

## Economia
El 2007 la població en edat de treballar era de 224 persones, 181 eren actives i 43 eren inactives. De les 181 persones actives 167 estaven ocupades (89 homes i 78 dones) i 14 estaven aturades (6 homes i 8 dones). De les 43 persones inactives 15 estaven jubilades, 20 estaven estudiant i 8 estaven classificades com a «altres inactius».

### Ingressos
El 2009 a Peyzieux-sur-Saône hi havia 158 unitats fiscals que integraven 455 persones, la mediana anual d'ingressos fiscals per persona era de 18.982 €.

### Activitats econòmiques
Dels 9 establiments que hi havia el 2007, 4 eren d'empreses de construcció, 1 d'una empresa financera, 1 d'una empresa immobiliària, 1 d'una empresa de serveis i 2 d'empreses classificades com a «altres activitats de serveis».
Dels 4 establiments de servei als particulars que hi havia el 2009, 1 era un paleta, 2 guixaires pintors i 1 lampisteria.
L'any 2000 a Peyzieux-sur-Saône hi havia 16 explotacions agrícoles que ocupaven un total de 623 hectàrees.

## Equipaments sanitaris i escolars
El 2009 hi havia una escola elemental integrada dins d'un grup escolar amb les comunes properes formant una escola dispersa.

## Poblacions properes
El següent diagrama mostra les poblacions més properes.